# فرودگاه ریو گرند
فرودگاه ریو گرند (به انگلیسی: Rio Grande Airport) (به زبان بومی: Aeroporto de Rio Grande) یک فرودگاه همگانی مسافربری با کد یاتا RIG است که یک باند فرود آسفالت دارد و طول باند آن ۱۲۷۷ متر است. این فرودگاه در کشور برزیل قرار دارد و در ارتفاع ۸ متری از سطح دریا واقع شده است.

## شرکت‌های هواپیمایی و مقصدهای پروازی
No scheduled flights operate at this airport.